# Три музиканти (Пікассо)

Пабло Пікассо, 1921, Три музиканти, полотно, олія, 200,7 × 222,9 см, Музей сучасного мистецтва, Нью-Йорк.

Пабло Пікассо, 1921, Nous autres musiciens (Три музиканти), полотно, олія, 204,5 × 188,3 см, Музей мистецтв Філадельфії

«Три музиканти» — назва двох подібних олійних картин іспанського художника Пабло Пікассо. Обидві завершені в 1921 році у Фонтенбло поблизу Парижа і є зразком синтетичного кубізму: плоскі кольорові площини та «складна композиція, схожа на головоломку», що нагадують аплікації з вирізаного паперу. Кожна з цих картин зображає трьох музикантів у масках у традиціях популярного італійського театру Commedia dell'arte .
Основна версія картини зображує ліворуч П'єро із кларнетом, Арлекіна посередині з гітарою та співаючого ченця праворуч, які сидять за столом на темно-коричневій сцені, тримаючи ноти. Під столом лежить темно-коричневий пес. Собака здебільшого прихований, але його хвіст зображений між ногами Арлекіна, його тіло під штанами П'єро та 2 передні ноги зліва. На другій картині П'єро і Арлекін помінялися місцями, а чернець залишився праворуч від них.
Вважається, що Арлекін уособлює самого Пікассо, П'єро — поета Гійома Аполлінера та ченець — іншого поета Макса Жакоба відповідно. Аполлінер і Жакоб були близькими друзями Пікассо в 1910-х роках. Однак Аполлінер помер від іспанки в 1918 році, а Жакоб вирішив піти в монастир у 1921 році .
Одна версія знаходиться в постійній колекції Музею сучасного мистецтва (MoMA) у Нью-Йорку; інша версія зберігається в Музеї мистецтв Філадельфії .